# Afrocayratia
Afrocayratia, biljni rod iz porodice lozovki iz kontinentalne Afrike i Madagaskara. Rod je opisan 2020. godine a smatra se da se odvojio od roda Cayratia tijekom paleocena, ali da se postojeće vrste Afrocayratia nisu diverzificirale sve do ranog miocena. Afrocayratia se razlikuje od svojih srodnih rodova po tome što ima kratke stigme i sjemenke sa supkružnim trbušnim naboranim šupljinama u presjeku.

## Vrste
1. Afrocayratia debilis (Baker) J. Wen & L. M. Lu
2. Afrocayratia delicatula (Willems) J. Wen & Z. D. Chen
3. Afrocayratia gracilis (Guill. & Perr.) J. Wen & Z. D. Chen
4. Afrocayratia ibuensis (Hook. fil.) J. Wen & V. C. Dang
5. Afrocayratia imerinensis (Baker) J. Wen & L. M. Lu
6. Afrocayratia longiflora (Desc.) J. Wen & Rabarij.
7. Afrocayratia triternata (Baker) J. Wen & Rabarij.